# Soupe de poisson
Pour les articles homonymes, voir Soupe de poisson (homonymie).
La soupe de poisson est une appellation générique désignant toutes les recettes de soupes du monde, généralement épaisses, à base de divers poissons, crustacés et fruits de mer.

## Histoire
La soupe de poisson remonte au moins à la cuisine gauloise et à l'alimentation en Grèce antique des Phocéens des débuts de l'Antiquité, avec en particulier la bouillabaisse des marins-pêcheurs du marché aux poissons du Vieux-Port de Marseille, de Marseille antique,.

## Soupe de poissons de roche
Dans les pays côtiers du nord de la mer Méditerranée (Espagne, France, Italie, Croatie), la soupe de poisson est traditionnellement cuisinée avec des poissons de roche (ou de la godaille, poissons trop petits pour être vendus), des oignons, du lait ou de la crème fraîche, du vin blanc, de l'huile d'olive, du safran, et éventuellement avec des légumes comme la soupe de poissons à la sétoise. Les poissons de roche étant généralement pleins d'arêtes, ils doivent être cuits puis passés au tamis ou au chinois.  Elle peut-être accompagnée de croûtons tartinés de rouille et saupoudrés de gruyère ou d'emmental râpé.
Parmi les poissons de roche fréquemment utilisés pour la soupe de poisson, peuvent être cités les rascasse rouge, rouget barbet, vive, saint-pierre, congre (fiélas), daurade, dorade royale, merlan, baudroie (lotte), grondin (galinette), castagnole, girelle, petit curé, sévereau, petit mulet, saupe, aiguille...
Sur les côtes méditerranéennes françaises et italiennes, la « soupe du pauvre » est réalisée à partir d'un bouillon réalisé avec des crustacés et des fruits de mer ramassés sur les rochers : généralement quelques crabes verts et quelques moules.

## Quelques recettes
- Aziminu
- Bisque
- Bouillabaisse
- Bourride
- Caldaro dell'Argentario
- Chaudrée
- Chaudrée de palourdes
- Chaudrée de poisson des Bermudes
- Cioppino
- Cotriade
- Fish stew (en)
- Marmite dieppoise
- Matelote
- Merlu koxkera
- Oukha
- Pindang
- Pôchouse
- Quiaude
- Sarsuela
- Soupe d'ailerons de requin
- Soupe de crabes femelles
- Soupe de poisson (Tchéquie)
- Soupe de poissons à la sétoise
- Soupe miso
- Suquet de peix
- Tom yum
- Ttoro
- Waterzooï

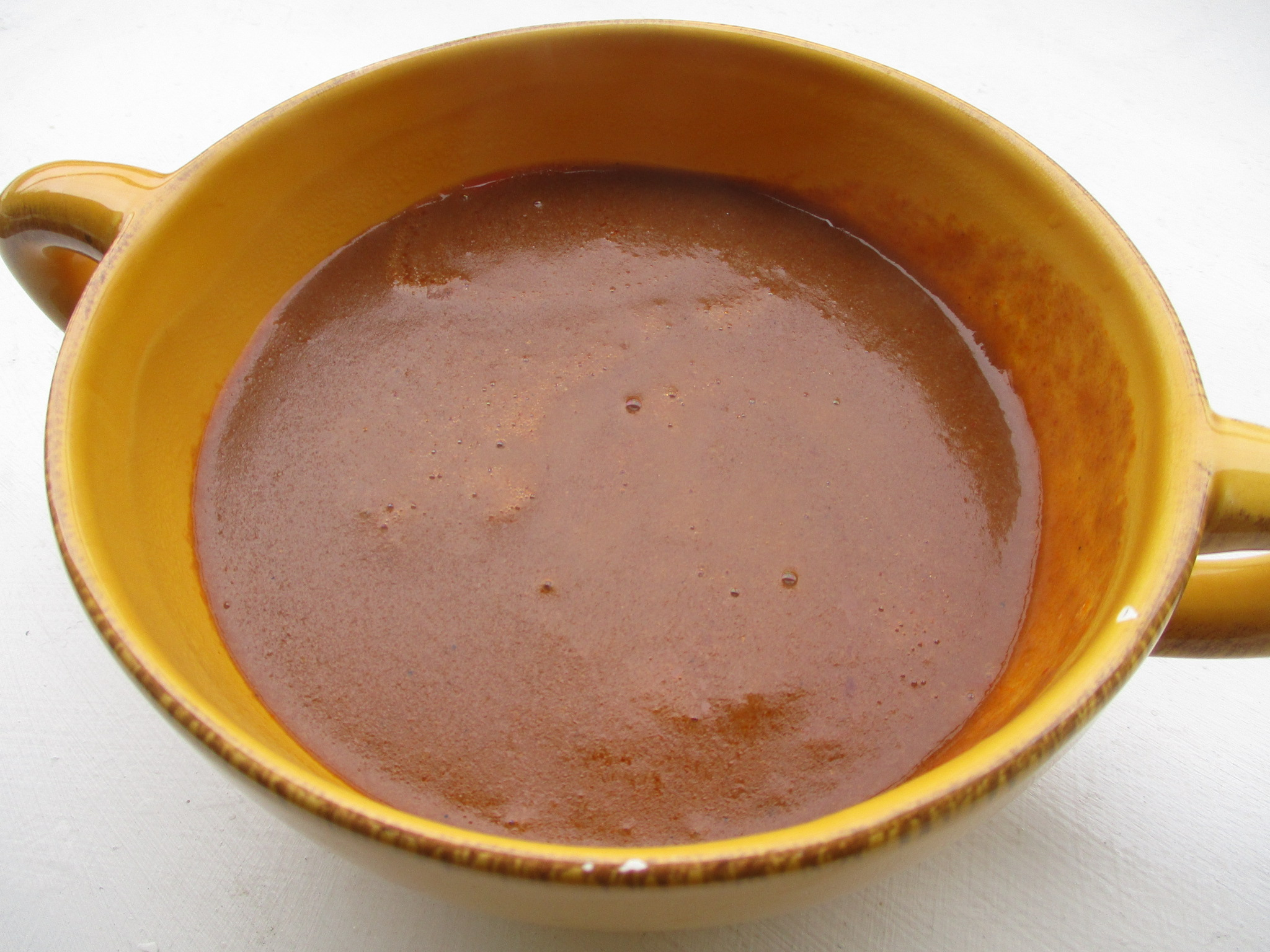
Bisque de homard.
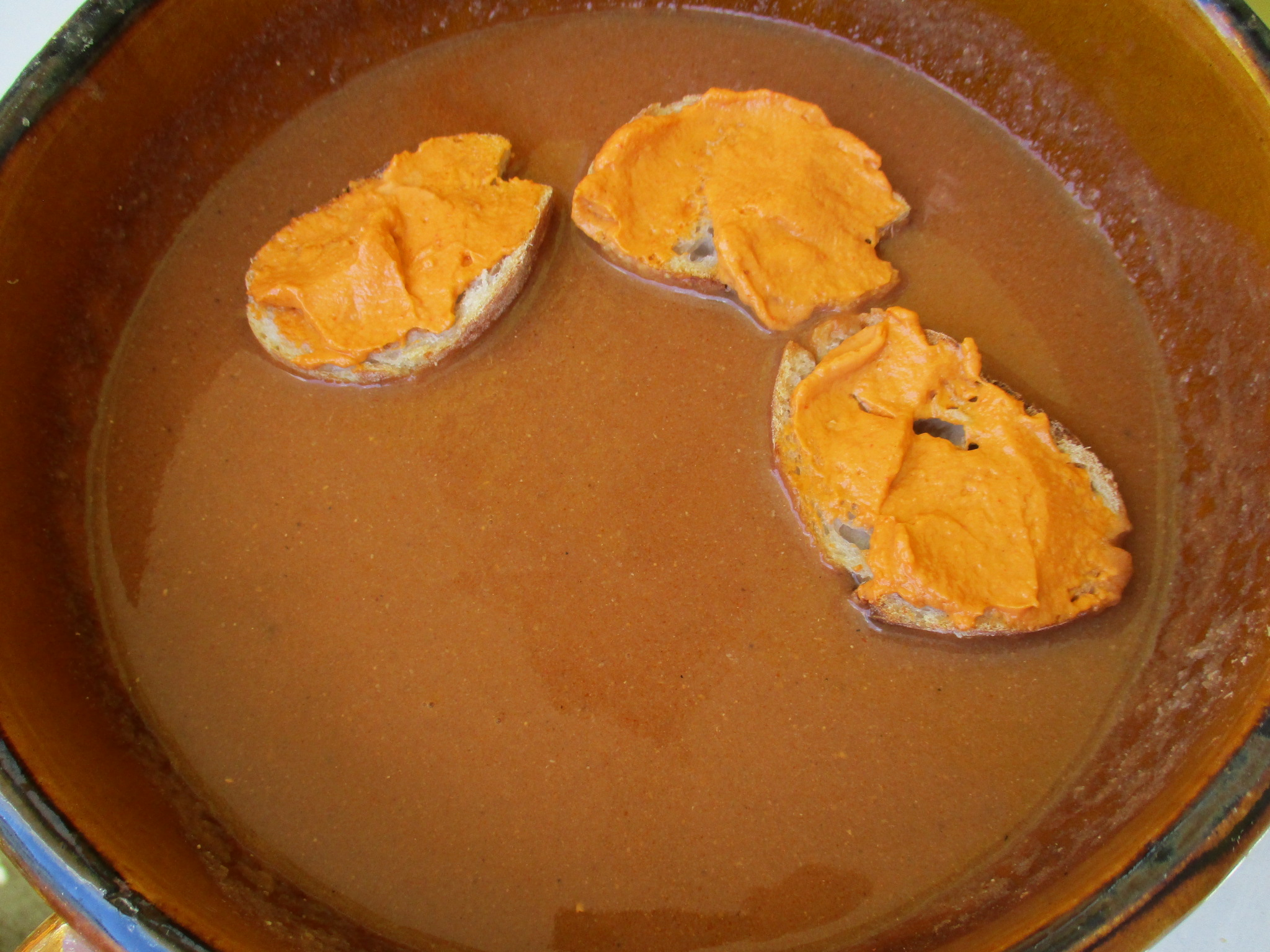
Soupe de poissons à la sétoise.
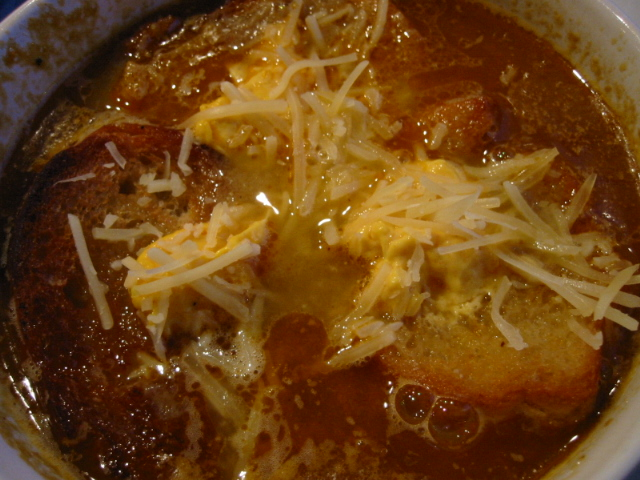
Soupe de poisson, rouille et fromage râpé.
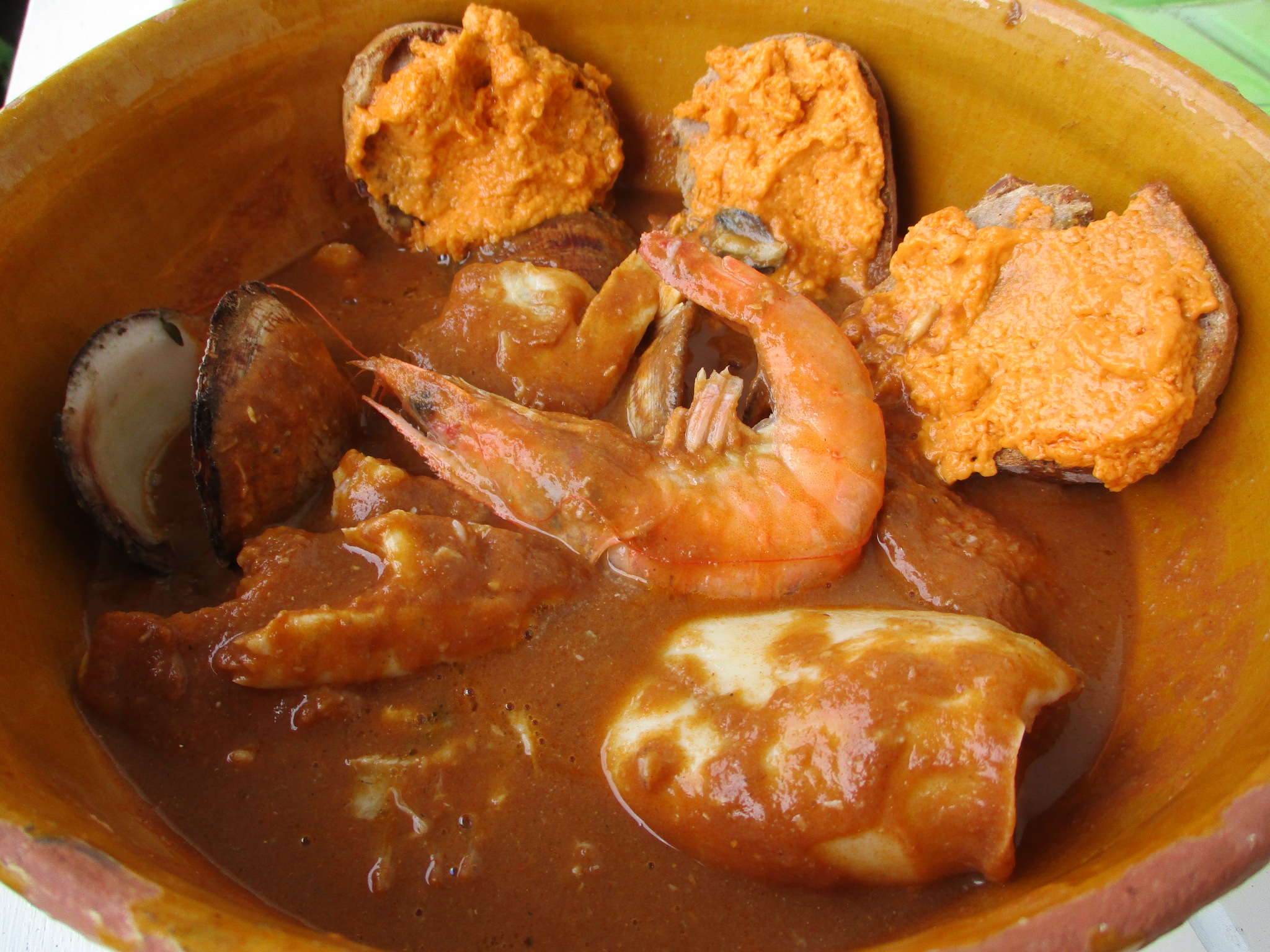
Bouillabaisse.
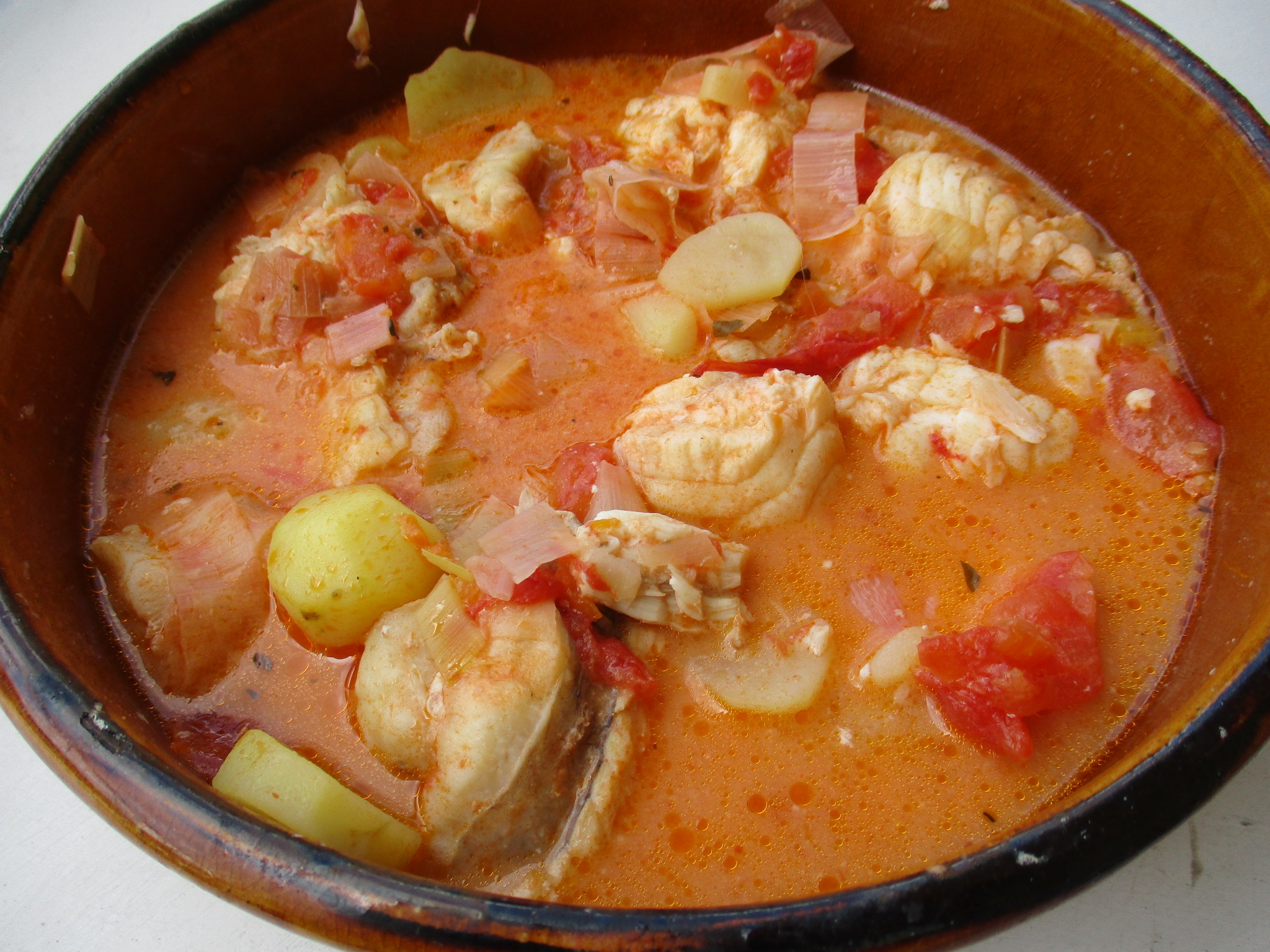
Bourride à la sétoise.
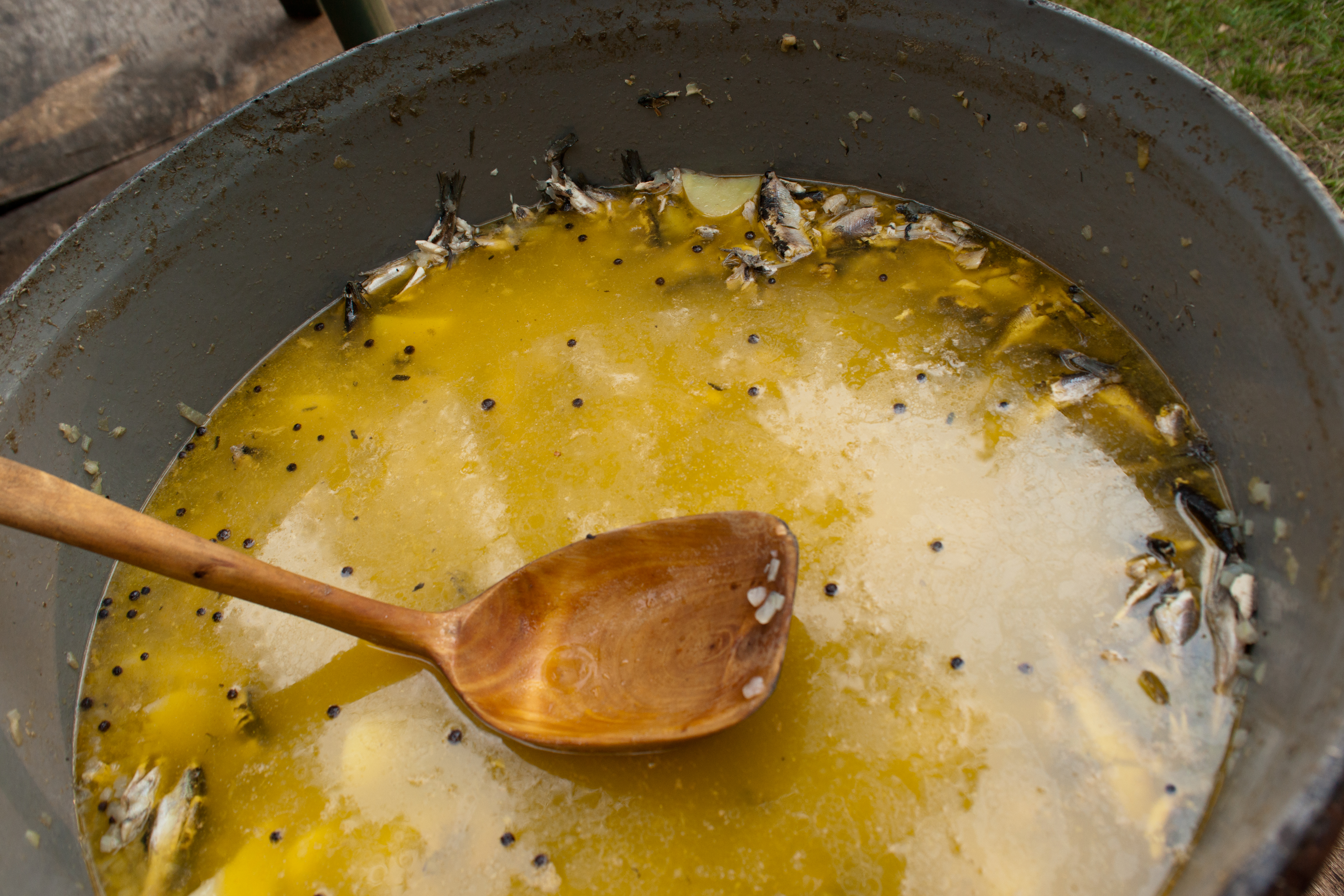
Soupe de poisson finlandaise.
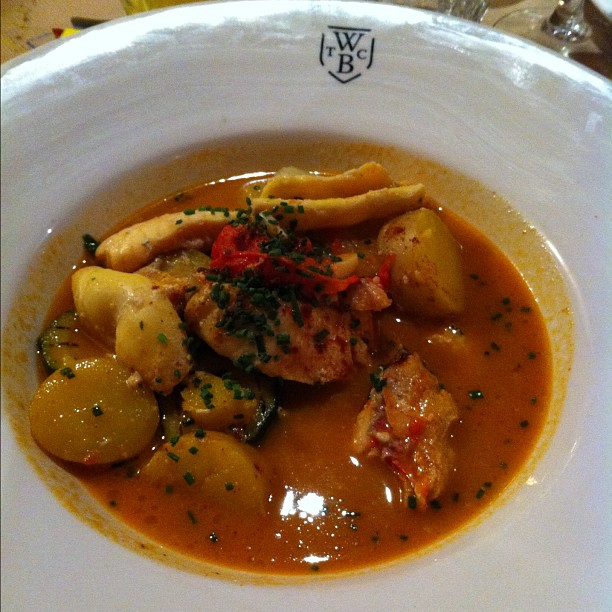
Aziminu.
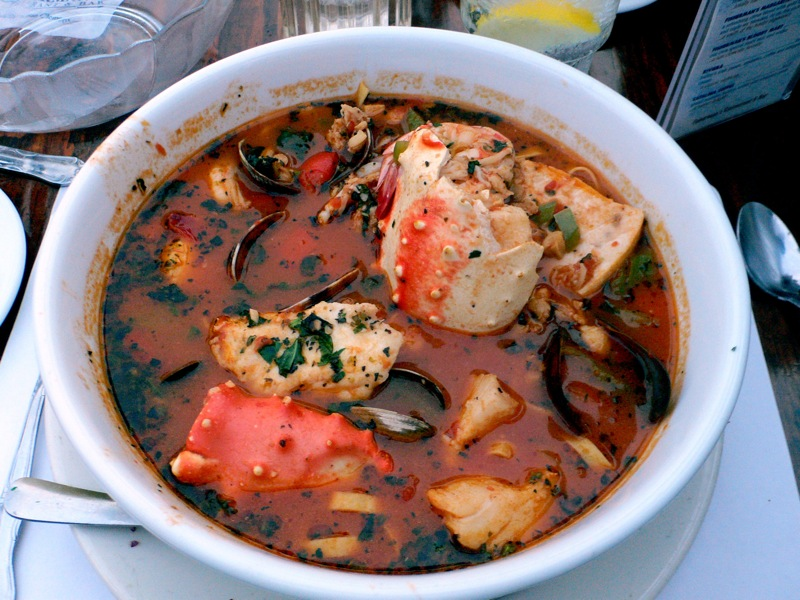
Cioppino.
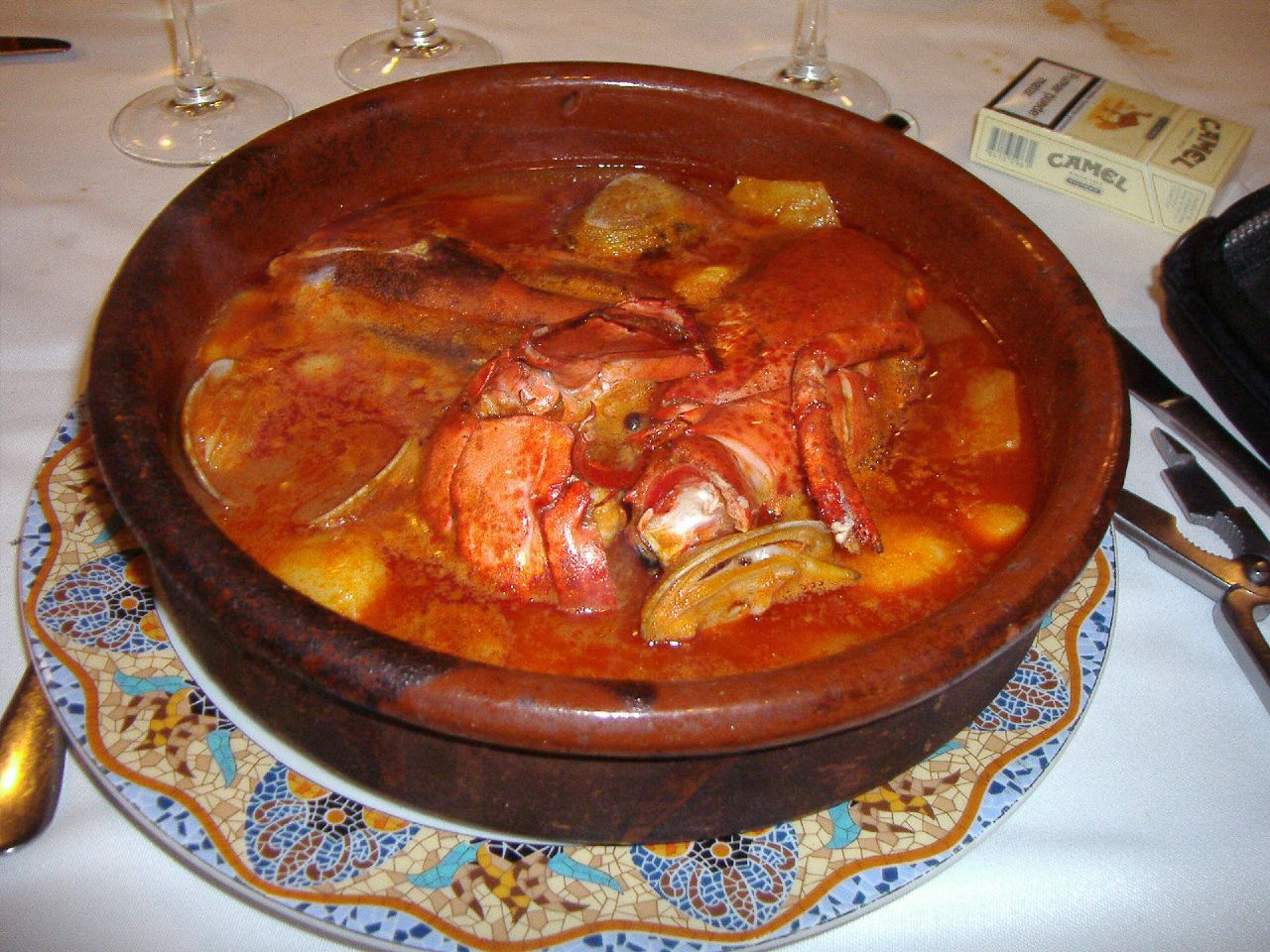
Suquet de peix.
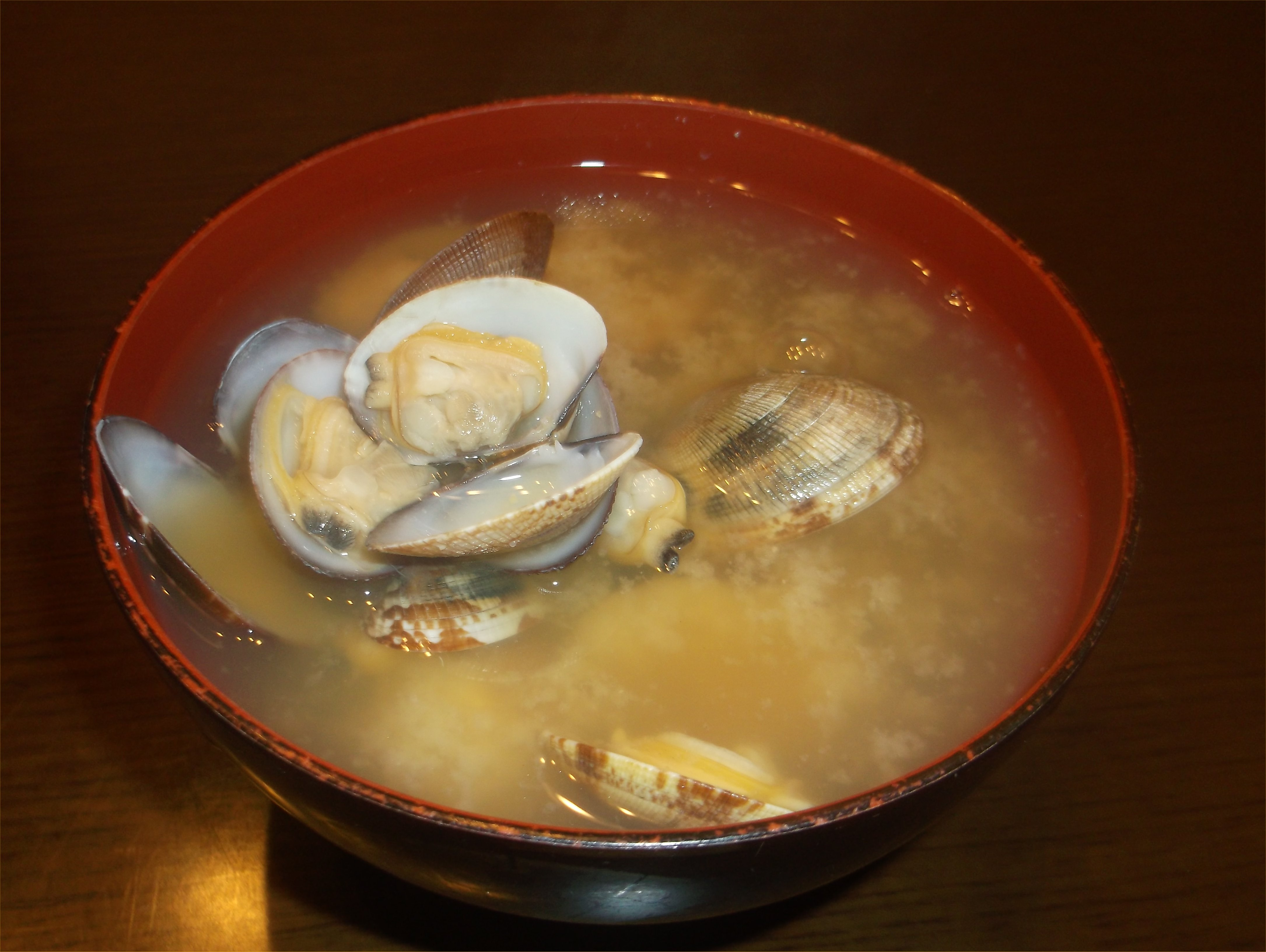
Soupe miso aux palourdes.
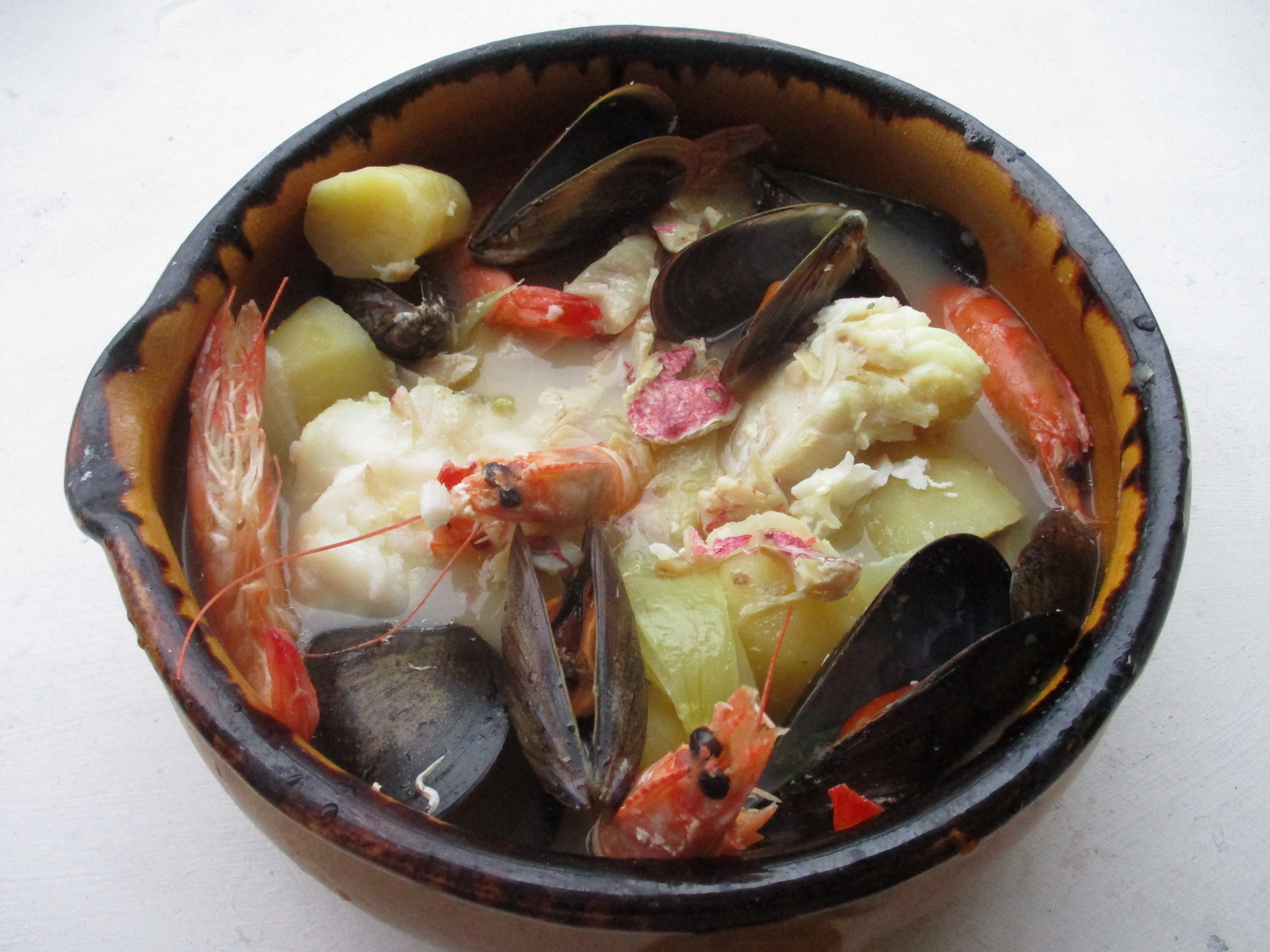
Cotriade.
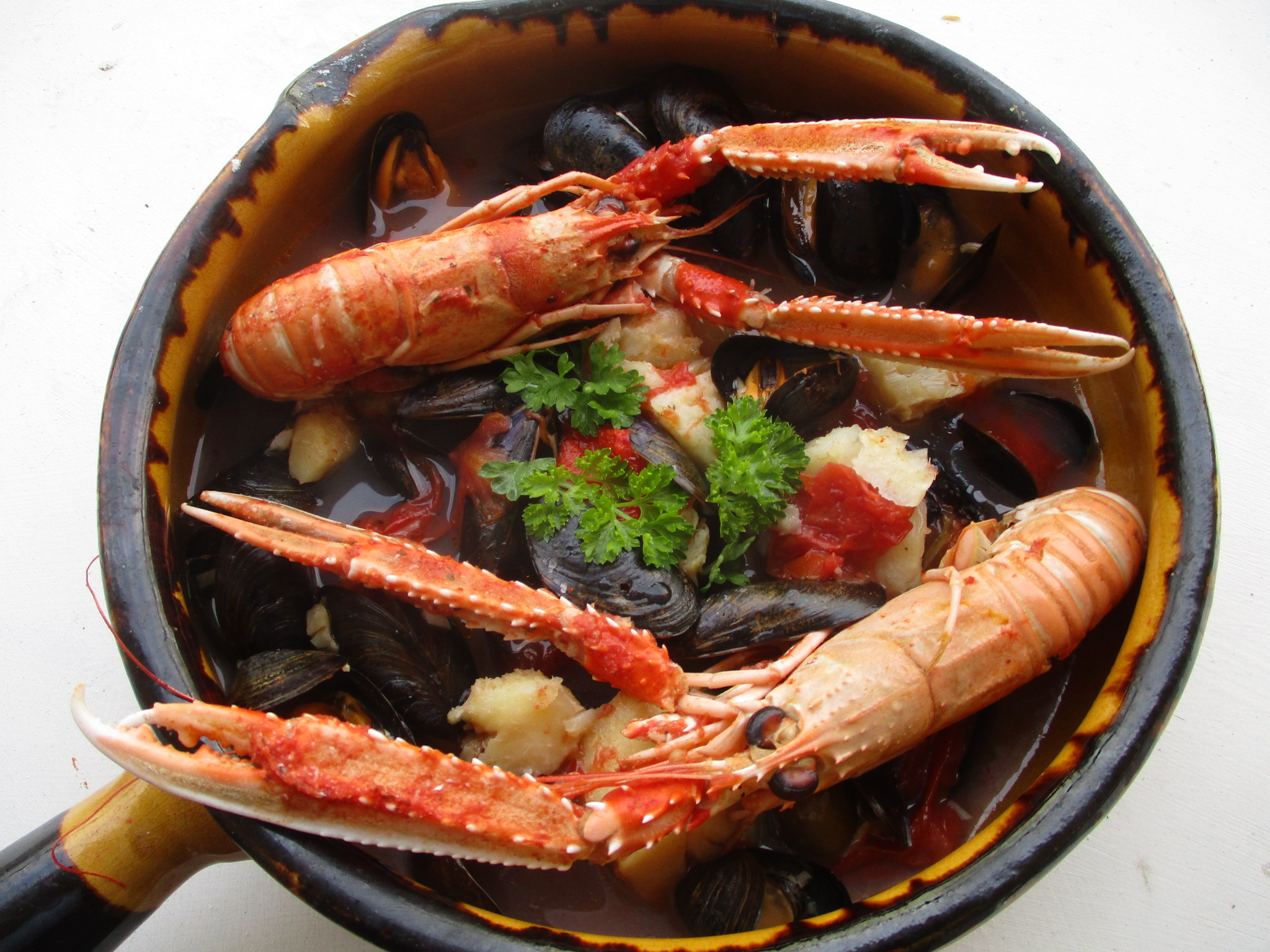
Ttoro.
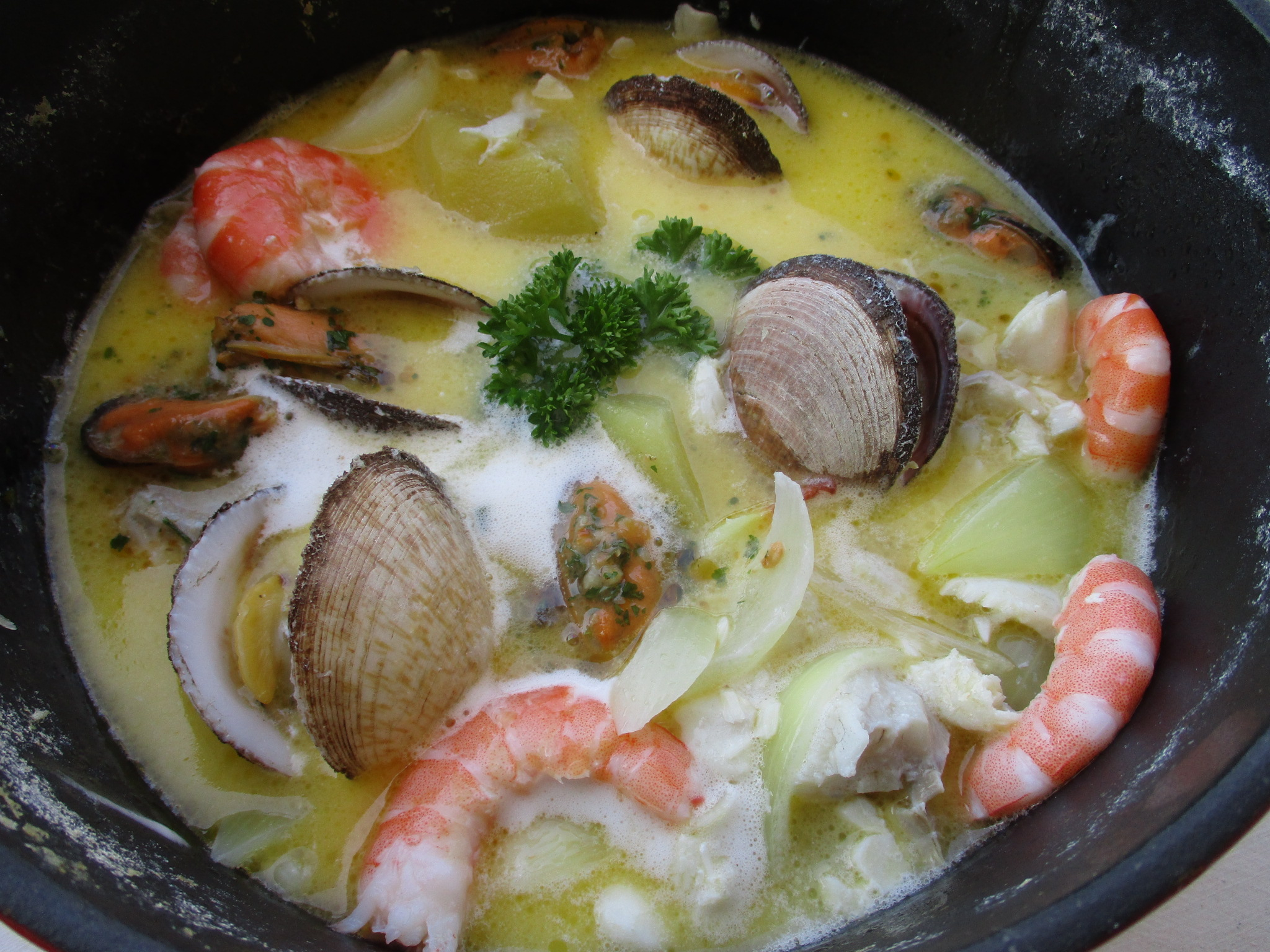
Chaudrée.
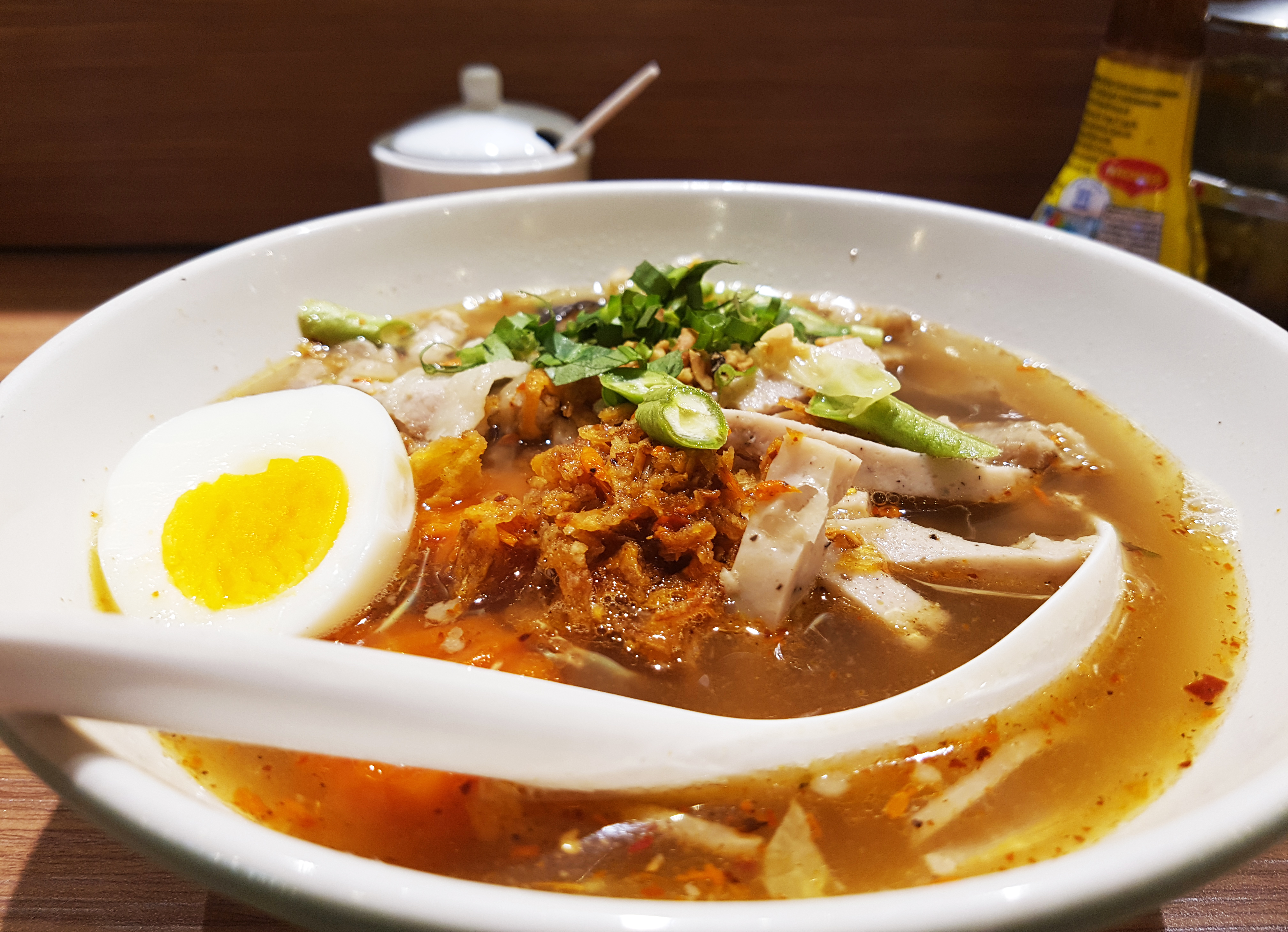
Tom yum.
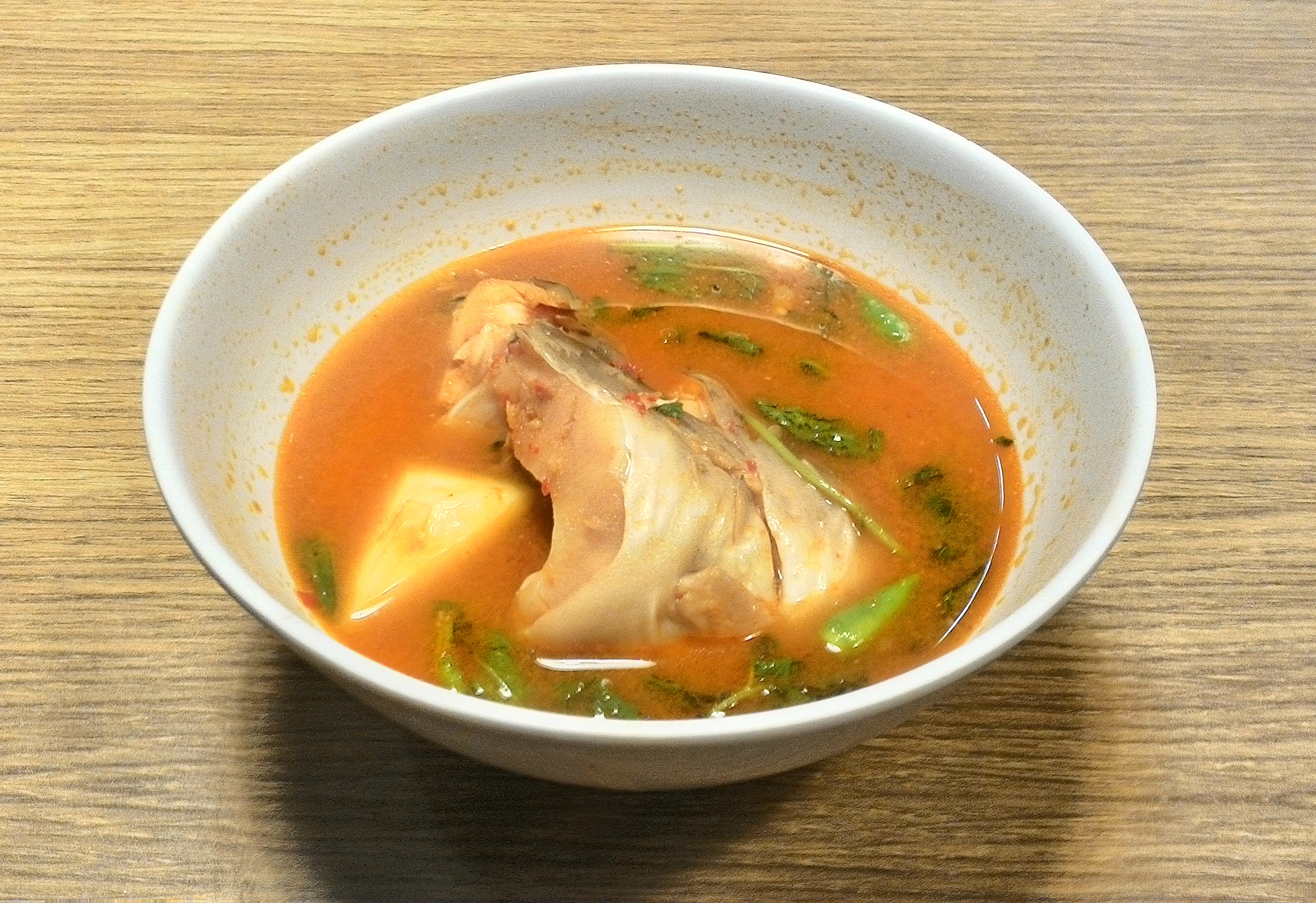
Pindang.